# Volodymyr Trosjkin
Volodymyr Trosjkin (ukrainska: Володимир Миколайович Трошкін, ryska: Владимир Николаевич Трошкин), född 28 september 1947 i Jenakijevo, Ukrainska SSR, Sovjetunionen, död 5 juli 2020, var en sovjetisk fotbollsspelare som tog OS-brons i fotbollsturneringen vid de olympiska sommarspelen 1976 i Montréal.